# Literatura apocalíptica

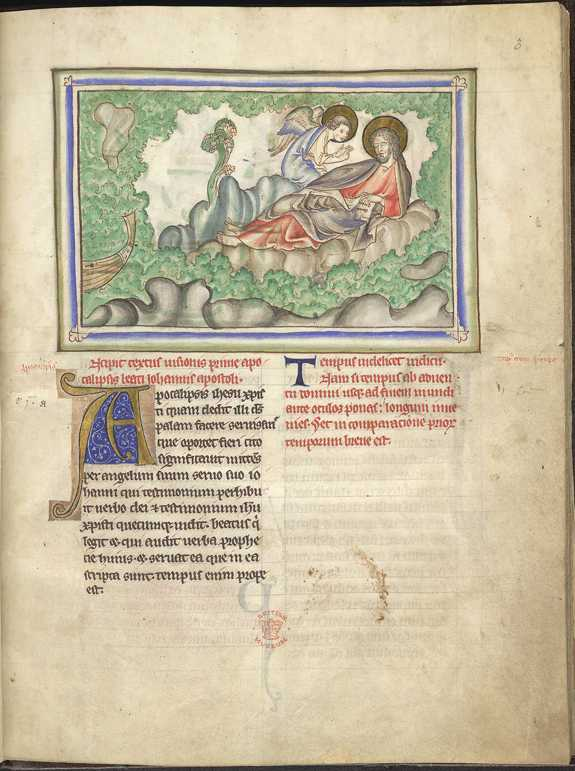
Pàgina dreta del foli 3 del Còdex de l'Apocalipsi.

La literatura apocalíptica és un conjunt d'escrits sorgits en la cultura hebrea i cristiana durant el període hel·lènic i romà (segles II i I aC i segles I fins a mitjan segle ii). Aquesta literatura, expressa, per mitjà de símbols i complexes metàfores la situació de sofriment del poble jueu o dels seguidors de Crist i la seva esperança en una intervenció messiànica salvadora o en el cas de l'apocalíptica cristiana en la Parusia o segona vinguda de Crist.
La majoria de les obres apocalíptiques foren escrites en el període grec i romà de l'ocupació palestina. Sovint es tracta d'obres atribuïdes a un personatge antic (patriarca, profeta, savi, sacerdot) que narra una visió que va rebre en vida; o es tracta d'un personatge que segons la Bíblia no ha mort, cas d'Henoc o Elies o que segons l'escrit apocalíptic ha pujat al cel després de mort (Moisès o Isaïes) o ha ressuscitat i transmet una revelació als seus deixebles com el cas de Jesús a l'Apocalipsi(1:1-3). El seu estil, deriva del gènere profètic, i es caracteritza per la profusió d'imatges i símbols.
- Generalment, presenten una situació de gran tribulació que serà alleugerida amb la intervenció divina.

## Història
Al contrari del que molts pensen, l'últim llibre de la Bíblia cristiana conegut com a Apocalipsi (αποκαλυψις paraula grega que vol dir en català «Revelació»), no és únic en el seu gènere.
Aquest llibre com d'altres, forma part del que avui s'anomena gènere literari apocalíptic. Aquest moviment literari sorgeix com un epígon de la literatura profètica. La literatura apocalíptica té una profunda relació amb aquest moviment i les seves produccions són posteriors a las del moviment profètic.
El context històric en el qual sorgeix aquesta literatura, és en temps de crisis extremes. Els primers apocalipsis, entre els quals es troba el Llibre de Daniel, són de l'època d'Antíoc Epifani (175-164 aC) i de la revolta jueva dels Macabeus (166-160 aC).
És l'època de l'hel·lenització intensiva de Jerusalem i dels territoris jueus. Antíoc Epifani profana el temple i es produeix una gran escissió entre els jueus que accepten les pràctiques hel·lenístiques i els que formen una resistència polític-religiosa organitzada entorn dels Macabeus.
Un altre moment de gran crisi pel món jueu es viu en el segle i aC. quan l'any 63 aC Gneu Pompeu Magne conquesta Jerusalem, els romans ocupen Palestina i el poder real i sacerdotal de Jerusalem queda sota la tutela romana. En resposta a aquest fet sorgeixen moltes faccions polítiques i religioses com els fariseus, saduceus, asideus, zelotes, essenis… i s'experimenten grans esperances messiàniques.
Un tercer moment de gran crisi es viu en el segle i dC quan tenen lloc les grans persecucions de cristians per part de Neró; en el 70-73 s'esclafa la Gran Revolta Jueva, es captura Jerusalem i el seu temple. Després de l'any 73 augmenten els conflictes entre jueus i cristians fins a la total ruptura en els anys 90. Entre 81 i 96 Domicià impose el culte a l'emperador i es produeixen més persecucions de cristians.
El quart període de crisi es viu en el segle ii dC., quan es mantenen les persecucions de cristians i els jueus es revolten per segona vegada contra Roma. La insurgència encapçalada pel líder polític i religiós Simó bar Kokhba (període 132-135) pateix una humiliant derrota.
Davant d'aquests fets, la literatura apocalíptica presenta un quadre de terror i de tribulació. Es parla del present com un període de corrupció, transgressió i opressió per part d'un poder blasfem i arrogant, fet que es denuncia amb tot detall i cruesa.
La història d'Israel i les bases de les seves esperances pel futur han estat des de sempre unida a les seves pretensions polítiques. Els grans moments de la literatura apocalíptica s'escauen precisament en aquells moments en què els són arravatades aquestes pretensions per altres poders dominants. Els jueus dels últims segles avanç de Crist creien que els cels s'havien tancat i que l'Esperit de Déu "no s'havia apoderat de ningú" o més ven dit no hi havia inspiració des dels temps dels últims profetes: Ageu, Zacaries i Malaquies, i sense l'Esperit de Déu la història no era possible.
L'apocalíptica va permetre mantenir viva la història d'Israel i gràcies a la doctrina de la inspiració bíblica, la història encara era possible i el seu agent era l'autor inspirat de la seva obra escrita. Els grans personatges històrics de la humanitat (Adam, Moisès, Elies…) intervenen de nou en la història en virtut del caràcter pseudònim de les obres apocalíptiques i així el passat es fa present i no s'interromp la continuïtat.
L'apocalíptica esdevé en una espècie de ciència de la història, tenint en compte que aquesta no és una successió de fets, sinó un tot, un procés unificat que comença amb Adam i els imperis nascuts del caos primordial i que finalitza en un acte que retornarà el món als seus orígens. Es tracta de la concepció mítica en la qual principi i fi es troben en un lloc teòric (mític) en el qual tot comença.
Hi ha en l'apocalíptica empremtes de concepcions mítiques babilòniques, perses i gregues (per exemple, tot lo relatiu a l'angelologia i la dimonilologia), unides a l'escatologia jueva.

## El gènere apocalíptic en la Bíblia
Els textos apocalíptics que han estat incorporats al cànon de la Bíblia són els següents:
- El llibre de Daniel (Daniel 1-12).
- L'anomenat apocalipsi "isaític", contingut en el llibre d'Isaïes (Isaïes 24-27; 33; 34-35).
- Diversos passatges del llibre del profeta Ezequiel (Ezequiel 2:8-3;3:38-39).
- Passatges del llibre del profeta Zacaries (Zacaries 12-14).
- Passatges del llibre del profeta Joel (Joel 2).
- L'anomenat Discurs escatològic en els evangelis (Marc 13, Mateu 24, Lluc 21).
- Passatges de les Cartes de Pau de Tars (1Tesalonicencs 4:13-5:11; 2Tesalonicencs 2).
- L'Apocalipsi de Joan.

A més:
- El Llibre d'Henoc que és acceptat com a canònic per l'Església ortodoxa etíop.
- L'Apocalipsi d'Esdres figura com apèndix en la Vulgata llatina i en les bíblies de l'Església Apostòlica Armènia.

## El gènere apocalíptic fora de la Bíblia
Els següents són llibres que formen part del gènere apocalíptic, pero que no són acceptats dins del cànon bíblic:
- L'Apocalipsi de Pere, atribuït a Sant Pere.
- El Segon Llibre d'Henoc, atribuït a Henoc.
- El Llibre dels Jubileus, atribuït a Moisés.
- El Testament dels Dotze Patriarques, atribuït als dotze fills de Jacob.

## Literatura apocalíptica jueva
La salvació de la literatura apocalíptica en general es deu al cristianisme, gràcies al fet que foren incloses en les seves bíblies aquestes obres. El cànon hebreu les va rebutjar i el mateix va fer el cànon cristià quan fou establert.
- Els Llibres d'Henoc. Prenen com personatge a Henoc (Gènesi 5,24), qui tractà amb Déu abans de ser arrabassat als cels. El llibre etiòpic d'Henoc es conservà en la Bíblia etiòpica, que el considerà com sagrat. Fou escrit en hebreu o arameu entre el segle ii i I aC i la versió etiòpica es va fer a partir de la traducció grega. El llibre eslau d'Henoc o llibre dels secrets d'Henoc fou escrit en grec en el segle i de l'era cristiana per un jueu o judeocristià palestí i s'ha conservat en llengua eslava. El patriarca realitza un viatge pels set cels i rep una sèrie de revelacions.
- El Llibre dels Jubileus. Escrit als volts de l'any 100 aC, té una presentació cronològica, ja que divideix en "jubileus" (períodes de 49 anys) els esdeveniments des del Gènesi fins al capítol 12 de l'Èxode. Cada jubileu es divideix en 7 sèries de 7 anys, i cada any té 364 dies. Comenta gran part del Gènesi i passatges de l'Èxode. El seu propòsit és establir un calendari jubilar per l'observança de les festes religioses i els dies consagrats.
- Salms de Salomó. Són 18 himnes semblants als salms canònics conservats en diversos manuscrits de la bíblia grega. Foren escrits en hebreu, però sòls es conserva la traducció grega i una siríaca. Foren canònics durant molt de temps per moltes esglésies cristianes. Es van compondre aproximadament entre els anys 68 i 40 aC.
- Els Testament dels Dotze Patriarques són dotze discursos dirigits als descendents de Jacob. Ens ha arribat la versió grega, però sembla que l'original era hebreu o arameu. Es tracta d'una obra jueva pre-cristiana amb interpolacions cristianes, hi ha qui ha proposat un origen esseni. Es va escriure entre l'any 130 i 63 aC. En cada testament hi ha una introducció a la vida del patriarca, llisons morals basades en la seva vida i una breu conclusió messiànica i apocalíptica.
- Oracles sibil·lins. El personatge pagà de la sibil·la passà als jueus de cultura hel·lenística, els quals substitueixen per ella a personatges profètics tradicionals com Moisès. Ja en el segle ii aC. utilitzaren el gènere sibil·lí com medi de propaganda. Tenim dotze llibres d'aquestes col·leccions d'oracles. Els únics d'origen jueu, encara que amb retocs cristians, són els llibres II, IV, V. La data probable de composició és cap a la mitat del segle i aC.
- Assumpció o Testament de Moisès. En el seu origen segurament van existir per separat el Testament de Moisès i l'Assumpció de Moisès. L'obra conte una profecia de tipus apocalíptic: Moisès l'hauria redactat per Josuè i ens explica la història del poble escollit i la seva entrada en Canaan al final dels temps. Es va compondre entre el 3 aC i el 30 dC. és, per tant, contemporani de Jesús i reflecteix l'esperança del poble jueu. Possiblement es va redactar en hebreu o arameu i es conserva la traducció llatina, feta a partir de la grega.
- Apocalipsi siríac de Baruc o Llibre II de Baruc. Es conserva en sirià, malgrat l'original va ser escrit en hebreu o arameu. El protagonista és Baruc, confident de Jeremies. Es va escriure entre l'any 75 i 100 dC. L'argument gira a l'entorn de la pregunta de per què pateix el poble de Déu i els seus enemics prosperen. Déu revela a Baruc que el món futur estarà reservat als justos. L'arribada de l'era messiànica estarà precedida de desastres.
- El Llibre IV d'Esdres és l'obra jueva no bíblica que més difusió va tenir i la més usada pels primitius cristians. Sota el nom d'Esdres es van escriure més obres, però aquesta és la més important. Es va compondre segurament en els últims anys del segle i dC. El temple de Jerusalem destruït ocupa un lloc preeminent en aquesta apocalipsi de set visions. Aquest és el motiu pel qual s'escull a Esdres, qui va viure després de la destrucció de Jerusalem pels caldeus (587 aC). L'original fou hebreu o arameu i ens resten diverses traduccions, entre les quals hi ha la grega i la llatina; aquesta última l'inclouen algunes edicions de la Vulgata.
- Apocalipsi d'Abraham, text no canònic que ha sobreviscut només en versions en antic eslau i barreja llegendes al voltant d'Abraham amb visions escatològiques.

## Literatura apocalíptica cristiana
El cristianisme primitiu i medieval va conrear escrits apocalíptics, com ara:
- Apocalipsi de Pseudo - Metodi
- Apocalipsi de Tomàs
- Apocalipsi de Golias